# San Juan (Puerto Rico)
 For alternative betydninger, se San Juan. (Se også artikler, som begynder med San Juan)
San Juan er hovedstaden på Puerto Rico og har 342.259(2020) indbyggere.
San Juan blev grundlagt i 1508 af Juan Ponce de León, der også var den første spanske guvernør på Puerto Rico.
San Juan er en moderne storby og er en blanding af nyt og gammelt. I centrum er der højhuse, mens der omkring havnen er gamle bygninger.
Sydøst for San Juan ligger lufthavnen Luis Muñoz Marín International Airport.
Byens nuværende borgmester er Miguel Romero.